# Garvey’s Ghost
Garvey's Ghost – czwarty album studyjny Burning Speara, jamajskiego wykonawcy muzyki reggae.
Płyta została wydana w roku 1976 przez brytyjską wytwórnię Island Records, a także przez dwa jej oddziały: Fox Records i Mango Records. Znalazły się na niej zdubowane wersje piosenek z wydanego rok wcześniej krążka Marcus Garvey. Miksu utworów dokonali w należącym do Island studiu w londyńskiej dzielnicy Hammersmith John Burns oraz Dick Cuthell. Produkcją nagrań zajął się Lawrence "Jack Ruby" Lindo. 
Album doczekał się kilku reedycji, z których najbardziej znana jest kompilacja Marcus Garvey / Garvey's Ghost, wydana już na płycie CD przez Island w roku 1987 z okazji 100. rocznicy urodzin Marcusa Garveya. W roku 2010 składanka ta została wznowiona przez amerykańską wytwórnię Hip-O Records.

## Lista utworów

### Strona A
| 1. | "The Ghost (Marcus Garvey)"     | 3:56  |
|    |                                 |       |
| 2. | "I & I Survive (Slavery Days)"  | 3:55  |
|    |                                 |       |
| 3. | "Black Wa-Da-Da" (Invasion)"    | 3:53  |
|    |                                 |       |
| 4. | "John Burns Skank" (Live Good)" | 3:49  |
|    |                                 |       |
| 5. | "Brain Food" (Give Me)"         | 3:11  |
|    |                                 |       |
|    |                                 | 18:44 |
|    |                                 |       |

### Strona B
| 1. | "Farther East Of Jack (Old Marcus Garvey)" | 4:26  |
|    |                                            |       |
| 2. | "2000 Years (Tradition)"                   | 3:49  |
|    |                                            |       |
| 3. | "Dread River (Jordan River)"               | 3:13  |
|    |                                            |       |
| 4. | "Workshop (Red, Gold & Green)"             | 4:34  |
|    |                                            |       |
| 5. | "Reggaelation (Resting Place)"             | 3:43  |
|    |                                            |       |
|    |                                            | 19:45 |
|    |                                            |       |